# Ed Ratleff
William Edward "Easy Ed" Ratleff, född 29 mars 1950 i Bellefontaine i Ohio, är en amerikansk idrottare som tog OS-silver i basket 1972 i München. Detta var USA:s första silver tillika första förlorade guldmedalj i herrbasket i olympiska sommarspelen. I NBA spelade han för Houston Rockets.